# Mohammad Top Noordin
Mohammad Top Noordin również: Din Moch Top, ps. Moneyman (ur. 11 sierpnia 1968 w Kluang w Malezji, zm. 17 września 2009 w Solo) – malezyjski islamista.

## Życiorys
Uważany za jedną z kluczowych postaci w organizacji Dżama’a Islamijja, dla której przygotowywał bomby, rekrutował osoby chętne do przeprowadzenia zamachów samobójczych i zdobywał środki na dalszą działalność. Wspólnie z Azaharim Husinem byli podejrzewani o zorganizowanie zamachu na hotel Marriott w Dżakarcie (2003), który pochłonął 12 ofiar i na ambasadę Australii w tym mieście.
29 kwietnia 2006 zdołał uciec w ostatniej chwili, kiedy policja indonezyjska otoczyła jego dom w Binangun. Od 2006 był poszukiwany przez władze Malezji i Indonezji, na liście FBI najbardziej poszukiwanych terrorystów na świecie zajmował trzecią pozycję. Zginął w czasie ataku policji indonezyjskiej na osadę Solo na Jawa. Mimo iż w wyniku wybuchu ciało zostało zdekapitowane, udało się je zidentyfikować na podstawie badań DNA.
W życiu prywatnym miał cztery żony. Pierwszą z nich – Malezyjkę Munfatiun Fitri poślubił 7 lipca 2004. Miał z nią syna.